# 红环
红环（德語：Rotring），是一家位于德国汉堡的专业技术绘图工具制造商。

## 公司历史
红环是1928年在德国汉堡成立的一家文具公司。公司最早的产品是一种应用现代毛细笔头的钢笔。
红环顾名思义为「红色的圆环」，所以至今大部分的产品上均有围绕笔身的红色圆环以示标记，只有一些特殊款式例外。
1990年代，出现了电脑辅助设计工业的风潮，而红环公司便推出一系列的专业机械绘图工具来抗衡。
1991年後,由光耀有限公司, 引進台灣, 初期使用專業機械繪圖工具, 用於手繪工程圖, 後期引進更多規格之鋼珠筆,用來使用在筆式繪圖機上。
1998年，公司被美国桑福德公司收购。

## 产品

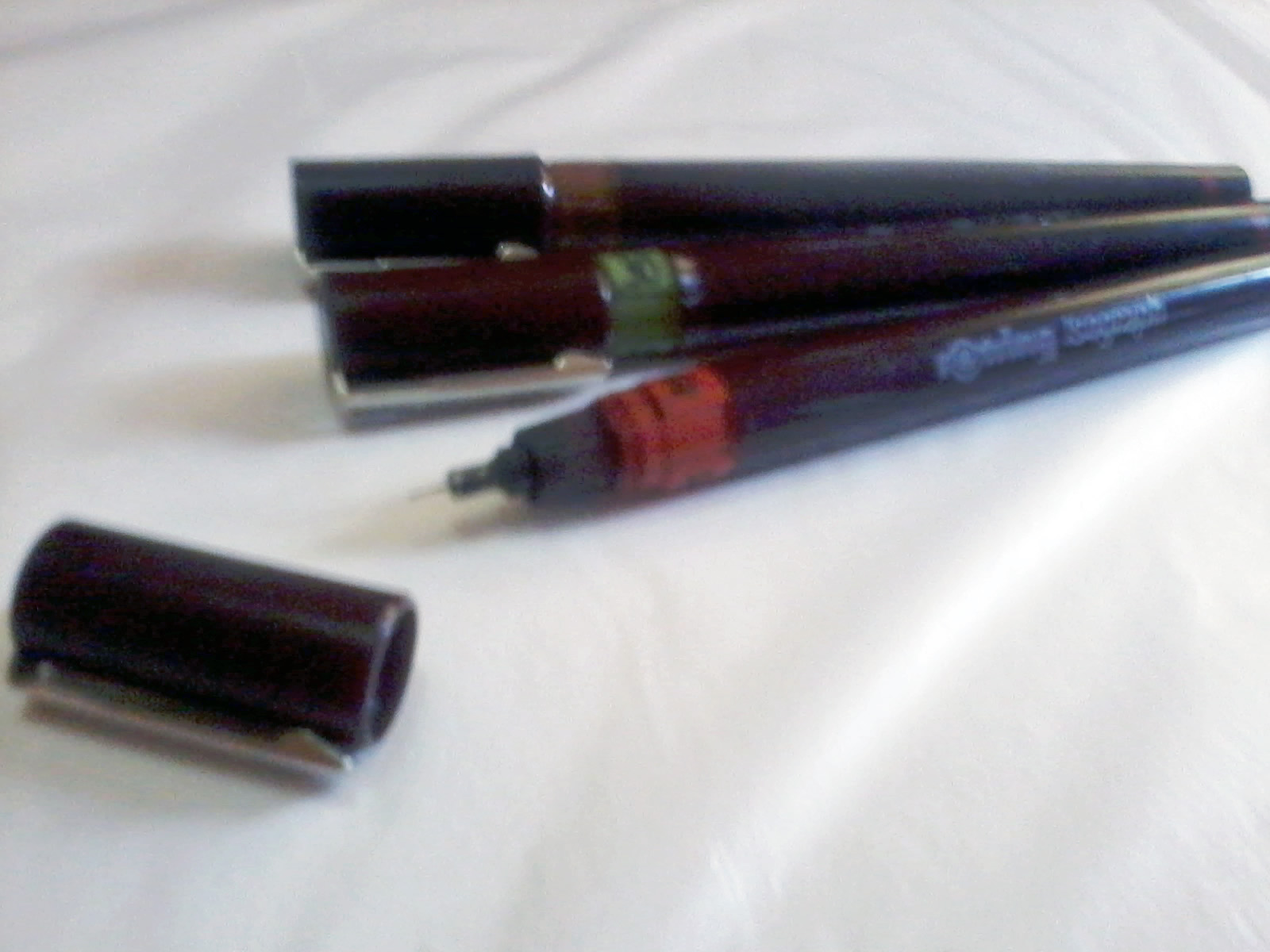
0.1、0.3及0.5毫米规格的红环绘图笔

以下为红环公司的产品线 ：
| 产品系列名称          | 产品类别                            |
| --------------------- | ----------------------------------- |
| Rapidograph, Isograph | 绘图笔, 笔芯                        |
| Art Pen               | 书法 钢笔, 笔芯                     |
| Rapid Pro             | 专业绘图自动铅笔, 铅芯              |
| Tikky                 | 圆珠笔, 记号笔,自动铅笔, 笔芯, 橡皮 |
| Precision             | 绘图指南针, 笔头，蜡纸, 量角器, 尺  |